# Enna Aignech
Enna Aignech, figlio di  Aengus Tuirmech Temrach (fl. IV secolo a.C.), è stato un leggendario re supremo d'Irlanda del IV secolo a.C..
Salì sul trono dopo aver ucciso il predecessore Nia Segamain. Regnò per venti o ventotto anni, fino alla morte avvenuta per mano di Crimthann Coscrach.

## Fonti
- Seathrún Céitinn, Foras Feasa ar Éirinn 1.30
- Annali dei Quattro Maestri M4887-4907